# Martial Mazurier
François Martial Mazurier ou Masurier est un prédicateur français du XVIe siècle. Né à Limoges, il est décédé le 25 août 1550 à Paris.

## Biographie
Docteur en Sorbonne (1514), principal du collège de St-Michel à Paris, membre du cénacle de Meaux, chanoine et pénitencier de l'église de Paris, il fut un des prédicateurs les plus connus du XVIe siècle. Accusé de faux prêches et d'avoir commis des actes de violence, il est emprisonné à la Conciergerie. Menacé du bucher, il se rétracte et enseigne finalement l'inverse de ses anciennes prêches. Il se lie alors avec Ignace de Loyola et devient un des plus farouches défenseurs des causes papales.

## Œuvres
- Victoriae liber (1540)
- Instruction et doctrine à se bien confesser, (publié en 1551)